# Eimmart (cràter)
Eimmart és un cràter d'impacte localitzat a la vora aquest-nord-est de la cara visible de la Lluna. Les seves parets est i nord voregen l'estret Mare Anguis. Cap al nord-oest s'hi troben els cràters Delmotte i Cleomedes.
La paret del cràter ha estat erosionada lleugerament, especialment cap al sud-sud-est, però es conserva en la seva majoria intacta. El seu cràter satèl·lit Eimmart A se troba al costat de la seva paret est, i està envoltat per una capa d'albedo alt, particularment cap al sud i cap a l'oest, a l'interior d'Eimmart, que es caracteritza per un perfil pla, encara que està marcat pel sistema de raigs d' 'Eimmart A'.

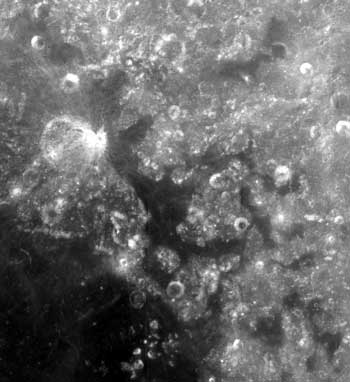
El Mare Anguis és la taca fosca situada al centre de la imatge. El cràter de la part central esquerra és Eimmart, localitzat a l'extrem nord-oest del Mare Anguis.

## Cràters satèl·lit
Per convenció, aquests elements són identificats als mapes lunars posant la lletra al costat del punt mitjà del cràter que està més prop d'Eimmart.
|         | \| Eimmart \| Coordenades \| Diàmetre \| \| ------- \| ------------------------------------ \| -------- \| \| A \| 24° 00′ N, 65° 42′ E / 24.0°N,65.7°E \| 7 km \| \| B \| 21° 24′ N, 66° 30′ E / 21.4°N,66.5°E \| 11 km \| \| C \| 22° 24′ N, 61° 12′ E / 22.4°N,61.2°E \| 24 km \| \| D \| 23° 00′ N, 69° 06′ E / 23.0°N,69.1°E \| 11 km \| \| F \| 23° 18′ N, 61° 54′ E / 23.3°N,61.9°E \| 8 km \| \| G \| 25° 30′ N, 64° 48′ E / 25.5°N,64.8°E \| 14 km \| \| H \| 22° 06′ N, 64° 24′ E / 22.1°N,64.4°E \| 16 km \| \| K \| 20° 12′ N, 67° 36′ E / 20.2°N,67.6°E \| 13 km \| |          |
| Eimmart | Coordenades | Diàmetre |
| A       | 24° 00′ N, 65° 42′ E / 24.0°N,65.7°E | 7 km     |
| B       | 21° 24′ N, 66° 30′ E / 21.4°N,66.5°E | 11 km    |
| C       | 22° 24′ N, 61° 12′ E / 22.4°N,61.2°E | 24 km    |
| D       | 23° 00′ N, 69° 06′ E / 23.0°N,69.1°E | 11 km    |
| F       | 23° 18′ N, 61° 54′ E / 23.3°N,61.9°E | 8 km     |
| G       | 25° 30′ N, 64° 48′ E / 25.5°N,64.8°E | 14 km    |
| H       | 22° 06′ N, 64° 24′ E / 22.1°N,64.4°E | 16 km    |
| K       | 20° 12′ N, 67° 36′ E / 20.2°N,67.6°E | 13 km    |